# Theridula albonigra vittata
Theridula albonigra vittata là một phân loài nhện trong họ Theridiidae.
Loài này thuộc chi Theridula. Theridula albonigra vittata được Lodovico di Caporiacco miêu tả năm 1949.